# Formation musicale (discipline)
Ne doit pas être confondu avec Éducation musicale, Enseignement musical ou Éveil musical.
Pour les articles homonymes, voir Formation musicale.
La formation musicale (FM) est une discipline enseignée dans les conservatoires et écoles de musique, notamment en France (à partir de 1977) et en Belgique. Elle est l'héritière de l'ancien solfège, cours qui dispensait des éléments de lecture, de théorie et d'écoute, basé essentiellement sur des ouvrages spécifiques.

## Place générale au sein des conservatoires
Le cours de formation musicale est dispensé à l'ensemble des élèves d'un conservatoire, en complément du cours d'instrument et, le cas échéant, d'autres cours collectifs (chorale, orchestre, musique de chambre, histoire de la musique, écriture, analyse musicale, culture musicale, etc.). 
Il se décline également en fonction de la discipline dominante de l'élève, selon les offres des établissements : formation musicale instrumentistes, formation musicale chanteurs, formation musicale danseurs, formation musicale musiques actuelles. Il peut même y avoir des déclinaisons par instrument (formation musicale batterie par exemple).

## La formation musicale instrumentistes

### Historique
La formation musicale a vu le jour en 1977, à la suite d'une étude du Ministère de la Culture dont l'esprit général est ainsi expliqué :
« Le solfège, à l'origine, associé aux études instrumentales est devenu au fil des années un enseignement totalement cloisonné qui a suscité une littérature spécifique constituant un matériel pédagogique le plus souvent dépourvu de substance musicale (phrasé, nuances, dynamique, articulation, etc) et n'offrant qu'une connaissance très partielle des langages musicaux.
Peu à peu, les spécialistes de cette discipline, tout en pratiquant, dans le meilleur des cas, une pédagogie permettant l'acquisition d'une haute technicité solfégique ont oublié la finalité essentielle de cet enseignement,.
Enfin, il apparaissait nécessaire de faire cesser les querelles concernant l'utilisation des méthodes actives, car si nous savons que des abus ont permis à des incompétents d'utiliser une pédagogie « riante » mais ne comportant aucun prolongement sérieux, cela ne saurait remettre en cause la valeur réelle technique et philosophique de ce nouvel esprit pédagogique. 

Partir de la musique pour en découvrir le langage et ses techniques est plus formateur qu'une étude analytique abstraite, élément par élément, desséchante par définition, dont l'usage démontre qu'elle tourne souvent le dos au but à atteindre : la connaissance et l'apprentissage de la musique. »
Il est intéressant de rapprocher ce document de celui qui suivit, concernant cette fois l'ensemble des disciplines musicales.
En quelque sorte, cette réforme enjoignait à relier les acquisitions solfégiques à un contenu musical, par le biais d'un travail sur le répertoire, en s'aidant d'éléments de culture ainsi que d'outils d'analyse et d'écriture, mais également en faisant appel à l'expérience sensorielle, c'est-à-dire, la connaissance par le corps et la perception avant la connaissance intellectuelle (notons au passage que c'est ainsi que la musique est abordée dans la plupart des cours dits « d'éveil musical »).
Les méthodes actives ont vu le jour au cours du XXe siècle, à la suite des travaux de Ferrière. Freinet et Montessori sont les plus souvent cités parmi les continuateurs. Dans le domaine de la pédagogie musicale, citons sans exhaustivité Martenot, Willems et Jaques-Dalcroze qui chacun à leur manière, ont théorisé une nouvelle approche pédagogique fondée sur l'expérience musicale vécue, s'aidant notamment de l'invention, de l'improvisation, du mouvement corporel, de l'utilisation de la voix en tant qu'outil d'apprentissage.

### Formation des enseignants
À partir des années 1970 ont été créés des examens diplômants validant l'enseignement spécialisé de la musique : Diplôme d'État et Certificat d'aptitude. Après de nombreuses évolutions des dispositifs de formation, ces diplômes professionnels peuvent être préparés aujourd'hui dans différentes institutions :
- le diplôme d'état – D.E. est délivré dans les établissements d'enseignement supérieur autrefois regroupés sous l'appellation CeFEDeM (Centres de Formation des Enseignants en Danse et en Musique), aujourd'hui associés pour la plupart à des Pôles supérieurs d'enseignement artistique ;
- le certificat d'aptitude – C.A. est délivré à l'issue d'une formation diplômante au Conservatoire national supérieur de musique et de danse de Paris[5], concernant la formation musicale.

Notons également la création (rentrée scolaire 2018) de Classes Préparatoires à l'Enseignement Supérieur (CPES) dans les principaux conservatoires à rayonnement régional de France, concernant la plupart des disciplines musicales, et plus particulièrement la formation musicale qui est représentée en tant que discipline à part entière.

### La formation musicale instrumentistes aujourd'hui
L’enseignement de la formation musicale en France revêt à l'heure actuelle une très grande diversité de dispositifs, souvent induits par la disparité des structures d'enseignement, des choix pédagogiques opérés par les directions et les enseignants, par les  facteurs temps de cours-nombre d'élèves, etc.
En règle générale, la plupart des établissements contrôlés par l'État proposent des cours collectifs de formation musicale.
Des exemples de dispositifs sont :
- cours traditionnels : peut s'appuyer sur l'utilisation occasionnelle ou régulière d'instruments de musiques : carillons, percussions, instruments des élèves ;
- cours organisés par familles d'instruments : volonté de dispenser les acquisitions solfégiques en fonction des instruments des élèves ;
- cours organisés en modules : les différents contenus sont enseignés séparément, par exemple module de chant, de rythme, d'audition, d'analyse, etc. ;
- cours organisés en ateliers : permettent des parcours personnalisés s'adressant en général à un public adolescent.

Ces aménagements ne concernent pas toujours l'intégralité des cursus, bien souvent ils sont proposés sur la durée d'un cycle voire moins.
Il existe également des dispositifs de « maître unique », le professeur d'instrument dispensant également les bases solfégiques, à l'instar des cours particuliers privés.
L'éveil musical s'adresse aux plus jeunes élèves (entre 4 et 6 ans en moyenne), avant une entrée dans un cursus à proprement parler. Ce cours collectif n'est pas un « pré-solfège » mais une découverte de l'univers sonore par le biais de la perception sensorielle et du mouvement. Il est basé sur l'écoute, la découverte de sa voix, l'évolution corporelle, la mémorisation.
Le contenu des cours varie d'un professeur à un autre mais l'une des tendances forte de ces dernières années est la pédagogie de projet, pouvant revêtir des formes diverses et variées : cela va de l'enseignant qui bâtit son contenu de cours autour d'une réalisation ponctuelle, à l'élève ou étudiant qui doit accomplir un travail mettant en œuvre diverses compétences. La notion de transversalité est souvent très présente dans la pédagogie de projet, au sens où les différentes disciplines et différents départements (musique, danse, art dramatique) d'un même établissement ont de plus en plus tendance à se décloisonner et à collaborer en vue de réalisations communes (spectacles notamment).

## La formation musicale chanteurs

### Définition
La formation musicale chanteurs ne diffère pas fondamentalement de la formation musicale instrumentiste, les bases étant communes, mais tient sa spécificité de l’adaptation des outils techniques au répertoire du chanteur dans différents styles, époques. Elle a pour objectif de développer l’autonomie du chanteur face à la partition par un travail adapté aux spécificités de la discipline avec pour particularité le lien entre texte et musique.

Les chanteurs sont souvent des adultes qui commencent leurs études de chant sans aucune formation musicale : il est donc nécessaire de leur proposer un cours de formation musicale chanteurs adapté à leur pratique vocale, à leurs besoins, à leur âge dans un temps plus court. Certains chanteurs ont parfois eu un parcours de musicien instrumentiste et ont donc suivi des cours de formation musicale depuis leur enfance.
« Le chanteur n’a aucun point de repère extérieur. Pour lui tous les phénomènes musicaux sont liés à des sensations physiques internes difficilement définissables. »
On ressent de la part des élèves chanteurs une forte demande et un intérêt pour cet enseignement spécifique.

### Historique
Dans les années 1950, le solfège chanteur était enseigné au Conservatoire national de musique à Paris mais en dehors de cet établissement, les chanteurs avaient plutôt tendance à apprendre leurs partitions avec l'aide d'un chef de chant à force de répétition et cela a perduré pendant de nombreuses années.
En 1979, on trouve dans le document rédigé lors de la réforme du solfège engagée par le Ministère de la Culture, une réflexion générale autour de la formation musicale chanteurs mettant en avant la nécessité de confier cette formation à des professeurs spécialisés dans un « enseignement repensé en fonction des besoins des chanteurs » afin de créer un lien entre la formation musicale et le répertoire travaillé en classe de chant.
Le Conservatoire national supérieur de musique de Paris et l'École d'Art Lyrique de l'Opéra ont mis en place des classes de formation musicale spécifiques à l'attention des chanteurs souvent confiées à des pianistes/chefs de chant, confrontés aux réelles difficultés des chanteurs dans l'apprentissage de leur répertoire.
En 1988, à l'initiative de l'Institut de Pédagogie Musicale et Chorégraphique, un nouvel élan est donné à cette discipline grâce à des journées pédagogiques organisées avec des intervenants comme Marie-Claude Arbaretaz et Isabelle Aboulker. Elles ont permis à des professeurs concernés par la formation des chanteurs et intéressés par cet enseignement d'échanger sur des cursus possibles, des méthodes et répertoires pédagogiques.
Dans les années 1990, il y avait au Conservatoire national supérieur de musique de Paris quatre classes de cette discipline avec quatre niveaux car les chanteurs entraient en classe de chant plus faibles en formation musicale que les instrumentistes.
Un examen éliminatoire a donc été mis en place à l'entrée en classe de chant afin d'exiger un niveau minimum de formation musicale pour les chanteurs.
De nombreux conservatoires et écoles de musique ont pris conscience de la nécessité de proposer aux chanteurs un enseignement de la formation musicale mieux adapté à leurs besoins.

### La formation musicale chanteurs aujourd'hui
Les jeunes chanteurs ont pris conscience de l'intérêt de la formation musicale chanteur comme moyen de lire, entendre, comprendre la musique et de découvrir leur répertoire; que ce soit pour le chant lyrique, les filières voix (Maîtrises et Jeunes Chanteurs), le chant-jazz et le chant-musiques actuelles.
Le cursus se compose en général de trois cycles validés par un examen de passage de cycle et d'une évaluation inter-cycle sous forme de contrôle continu.

### Spécificités de l'enseignement de la formation musicale chanteurs

#### Relation musique et chant
Le chanteur au préalable peut prendre conscience des notions analytiques, des nuances, du tempo, du caractère, du contexte historique, du  style, du rythme pour  faire la correspondance  texte musique.

#### Place de la formation musicale dans la formation du chanteur
La formation musicale Chanteurs est enseignée au Conservatoire national supérieur de musique et de danse de Paris, au Conservatoire national supérieur de musique et de danse de Lyon, dans les conservatoire municipaux d'arrondissement de la ville de Paris et dans certains conservatoire à rayonnement régional, dont celui de Paris.
Cette discipline se développe également par le biais des filières voix, dans les établissements qui en possèdent.
Le cours de formation musicale chanteurs est dispensé aux élèves chanteurs des conservatoires en complément du cours de chant, d’initiation au piano, de la pratique collective chorale, de la musique de chambre, d’écriture ou d’analyse musicale.

#### Certaines compétences enseignées en formation musicale chanteurs
La formation musicale chanteur est axée sur l’oralité (intonation, prosodie, chant avec paroles ou avec notes). Soulignons aussi l'importance de la pulsation, de la carrure, des notions d’harmonie pour que le chanteur puisse structurer son discours musical et assimiler naturellement la notion de phrasé.
« Le rôle du professeur consiste à apprendre aux chanteurs à analyser, à nommer et à représenter des phénomènes sonores qu'ils ont en eux et qu'ils connaissent déjà… Il faut que le passage au conscient, au raisonné, se fasse en relation directe avec l'acte musical lui-même. »
La tessiture de l’élève est prise en compte à travers un choix d'œuvres diversifié à une ou plusieurs voix, avec ou sans accompagnement.

##### Prosodie rythmique et lien texte et rythme
L’étude de la prosodie permet de prendre conscience du lien entre texte et rythme dans différentes langues (incorporant aussi la notion de phrasé) ainsi que de la relation entre mélodie et harmonie par la reconnaissance et mémorisation des intervalles dans le contexte harmonique.

##### Lecture
Le chanteur ayant comme instrument la voix, il ne peut se fier qu'à des repères physiques ; sa formation musicale doit relier la notion de sensations aux acquis techniques nécessaires à la lecture de partitions (notes, intervalles, rythme, audition, théorie et analyse).

##### Analyse et culture musicale
La connaissance des différents langages musicaux (modal, tonal, atonal, contemporain) s'applique directement à un répertoire vocal varié, notamment celui abordé en classe de chant.
La formation à l’écoute et à l’analyse est associée notamment à l'étude de l'harmonie au clavier, le piano étant un instrument nécessaire à la formation du chanteur.
Il est essentiel de développer une culture musicale du répertoire vocal la plus large possible (époque, styles, genres).

## La formation musicale danseurs

### Définition
La formation musicale danse (ou Culture Musicale et Chorégraphique) permet au corps en mouvement(s) de s’exprimer dans un espace-temps et de réagir selon des énergies différentes en fonction des paramètres musicaux. Elle offre aussi l’opportunité de conjuguer l’évolution esthétique de l’art chorégraphique avec celle des formes musicales, si étroitement liée par le passé.

### Historique
Entre 1984 et 1987, des chargés de mission ont été désignés par la Direction de la Musique et de la Danse afin d’établir un état des compétences techniques et pédagogiques de l’enseignement de la Danse sur le territoire français et des locaux réservés à cette pratique, dans les établissements contrôlés par l’État.
C’est ainsi qu’a été promulguée la loi du Diplôme d’État, obligatoire pour l’Enseignement de la Danse, no 89-468 (10/07/1989), complétée par différents arrêtés (15/09/1989, 27/10/1989, 20/06/1989).
L’annexe I du dernier arrêté s’attache à décrire le programme des trois unités de valeur (formation musicale, histoire de la danse et anatomie-physiologie). Leur obtention préalable est nécessaire pour la préparation pédagogique à l’U.V technique choisie par le candidat (danse classique ou contemporaine ou jazz) et ainsi obtenir le Diplôme d’État.
D’autre part, le Schéma Directeur de l’organisation pédagogique des écoles de Musique et de Danse (1991/1992) qui s’inscrit dans une politique de réforme engagée dès 1977 et renforcée par le Schéma de 1984, propose un cursus de l’enseignement chorégraphique. La formation musicale y est intégrée à tous les niveaux des cycles d’apprentissage.
Les accompagnateurs des cours de danse et professeurs de formation musicale sont souvent chargés de dispenser les cours de F.M danseurs. En 1990, l’IFEDEM (ex-dénomination remplacée par l’actuel Centre National de la Danse a ouvert une formation spécifique à cet enseignement, délivrant le Diplôme de Formateur pour la formation musicale des danseurs, sous l’égide du Ministère de l’Éducation Nationale et de la Culture, de la Direction de la Musique et de la Danse et de la Délégation à la Danse. À ce jour, cette formation et ce diplôme n’existent plus.
Les Cahiers de la Pédagogie du CND-Cité de la Musique ont édité en décembre 2000, un fascicule portant sur les objectifs et chemins pédagogiques (non exhaustifs) dans ce domaine bien spécifique : la formation musicale des Danseurs.

### Spécificités de l’enseignement de la formation musicale danse

#### Relation musique et danse
En particulier dans la danse renaissance, baroque et classique (cf. chapitre IV A), la formation musicale danse permet de développer une plus grande précision rythmique : rapport au sol en vue de l’élévation, coordination des bras avec le bas de jambe, maîtrise du poids du corps pour l’exécution d’un pas de danse solidaire de la partition musicale.
Si obéir à des codes demande un long apprentissage dans tous les domaines, déconstruire s’apprend aussi en formation musicale danse : se déshabituer, se « déformater » nécessite une écoute active de la musique permettant une réactivité corporelle propre à l’improvisation pratiquée particulièrement en danse jazz et contemporaine.
Maîtriser dans le silence des mouvements ayant une réelle musicalité.
Si la formation musicale danse permet une qualité d’écoute d’une musique interprétée ou diffusée, il n’en est pas moins important aujourd’hui de développer une écoute intérieure (énergie musculaire, maîtrise des élans, visualisation de l’espace, danser avec les autres…).

#### La place de la formation musicale danse dans la formation du danseur
À l’instar du grand chorégraphe Jean-Georges Noverre dans ses Lettres sur la danse (1760), qui recommandait aux danseurs de l’époque de connaître :
- son corps dansant  (anatomie, physiologie, kinésiologie) ;
- l'art pratiqué  (histoire de la danse, culture chorégraphique) ;
- la musique  (formation musicale danse).

Ces trois disciplines sont aujourd’hui enseignées et évaluées lors du concours du Diplôme d’État obligatoire pour enseigner la danse en France depuis la loi du 10 juillet 1989.

#### Certaines compétences enseignées en formation musicale danse
Perception temporelle et précision rythmique :
- ressenti d’un tempo (ou plusieurs consécutifs), des temps forts, et éventuellement des accents inattendus par la juste répartition du poids du corps en mouvement (équilibre, déséquilibre), ou par la contraction musculaire d’une partie du corps ;
- cohérence entre les durées musicales et le parcours dans l’espace ;
- aspect des carrures en accord avec les comptes chorégraphiques ;
- réalisation corporelle des monnayages[7] rythmiques dans différentes parties du corps en dissociation ;
- précision des contretemps (auto-grandissement, élévation, élan).

Écoute et qualité du phrasé corporel :
- disponibilité de l’élève à « accueillir » la musique ;
- concentration pour une écoute active basée sur l’émotionnel ;
- la respiration comme élément essentiel et nécessaire au « chant » du corps (détente de la ceinture scapulaire) ;
- Capacité à oser, inventer (improvisation) et composer à partir d’un extrait musical analysé préalablement.

Curiosité, recherche documentaire :
- capacité à questionner, réagir, accompagnée d’une attitude ouverte sur les autres formes artistiques et sur la réalisation d’échanges avec les autres ;
- qualité de la source documentaire demandée et pertinence de l’argumentation.

#### Ouvrages

##### Formation musicale danseurs
- Jacqueline Challet-Hass, Grammaire de la notation Laban, CND, Cahiers de la pédagogie décembre 1999.
- Laurence Commandeur, La formation musicale des danseurs, Cité de la musique, Collection points de vue, 1998.
- Émile Jaques-Dalcroze, Le rythme, la musique et l’éducation, Foetisch, 1965.
- Dictionnaire de la Danse, Ed. Larousse, 1999 (consultable sur internet).
- Brigitte Massin, La danse Baroque : une danse à écouter, une musique à voir, DVD Chloe Productions.
- Odile Rouquet, La tête aux pieds, Ed. Esquisses, 1991.
- Fernand Schirren, Le rythme : primordial et souverain, Ed. Contredanse, 1996.

#### Articles

##### Formation musicale danseurs
- La formation musicale des danseurs, Cité de la musique, 1997 (notes de travail).
- Les rencontres musiciens-danseurs, Les cahiers du CENAM, mars 1988, no 48.
- Éliane Mirzabekiantz, Grammaire de la notation Benesh, CND, cahiers de la pédagogie, décembre 2000.
- Pédagogie musicale et chorégraphique, Marsyas no 16, Cité de la musique, décembre 1990.